# 切西纳利
切西纳利（義大利語：Cesinali），是意大利阿韦利诺省的一个市镇。总面积3.73平方公里，人口2566人，人口密度687.9人/平方公里（2009年）。ISTAT代码为064026。